# 王秀之
王 秀之（おう しゅうし、442年 - 494年）は、南朝宋から斉にかけての官僚。字は伯奮。本貫は琅邪郡臨沂県。

## 経歴
宋の金紫光禄大夫の王瓚之（王裕之の子）の子として生まれた。著作佐郎を初任とし、太子舎人となった。父が死去すると、墓のそばに庵舎を営んで喪に服した。喪が明けると復職した。吏部尚書の褚淵が秀之の廉潔ぶりを買って、婚姻関係を結びたいと望んだが、秀之は受け入れなかった。このため秀之は左遷されて、二府の外兵参軍を転々とした。太子洗馬となり、司徒左西属をつとめた。泰豫元年（472年）、桂陽王劉休範の下で司空従事中郎となるよう命じられたが、秀之は劉休範が反乱を計画していることを察知して、病と称して就任しなかった。
元徽初年、晋平郡太守として出向した。任期を満了して建康に召還されると、安成王劉準の下で驃騎諮議となり、中郎に転じた。さらに蕭道成の下で驃騎諮議となった。昇明2年（478年）、蕭嶷の下で左軍長史・尋陽郡太守となった。蕭嶷が荊州刺史となると、秀之はその下で鎮西長史・南郡太守に任じられた。建元元年（479年）、蕭嶷が豫章王に封じられると、秀之はその下で司馬・河東郡太守に任じられたが、郡太守については受けなかった。寧朔将軍の号を加えられた。黄門郎に任じられたが受けず、豫章王驃騎長史に転じた。蕭嶷が荊州に州学を立てると、秀之は儒林祭酒を兼ねた。寧朔将軍・南郡王司馬に転じた。再び黄門郎となり、羽林監を兼ねた。長沙王蕭晃の下で中軍長史となった。建元4年（482年）、武帝が即位すると、太子中庶子となった。吏部郎に任じられ、義興郡太守として出向した。都官尚書に転じた。まもなく侍中として召還され、游撃将軍の号を加えられた。受けないうちに、輔国将軍・呉興郡太守となった。
隆昌元年（494年）、在官のまま死去した。享年は53。諡は簡子といった。
子に王峻があった。

## 伝記資料
- 『南斉書』巻46 列伝第27
- 『南史』巻24 列伝第14